# Rose Byrne
Mary Rose Byrne (Sydney, 24 juli 1979) is een Australisch actrice.
Byrne acteert al sinds haar twaalfde en speelde in de Australische series Heartbreak High, “Echo Point” en de film Two Hands. Haar eerste rol in een big budgetfilm was Dormé in Star Wars: Episode II: Attack of the Clones. In 2004 was ze te zien in Wicker Park naast Diane Kruger en Josh Hartnett waar ze hoorde dat Wolfgang Petersen op zoek was naar een actrice voor Briseis in Troy. Byrne kreeg de rol en werd meteen gebombardeerd tot een van de meest veelbelovende actrices in Hollywood. Later was ze te zien in Marie-Antoinette, een film van Sofia Coppola en Sunshine van Danny Boyle.

## Filmografie
| Jaar | Titel                                       | Rol                 | N.B.                            |
| ---- | ------------------------------------------- | ------------------- | ------------------------------- |
| 2023 | Teenage Mutant Ninja Turtles: Mutant Mayhem | Leatherhead (stem)  |                                 |
| 2023 | Insidious: The Red Door                     | Renai Lambert       |                                 |
| 2021 | Peter Rabbit 2: The Runaway                 | Bea                 |                                 |
| 2020 | Irresistible                                | Faith Brewster      |                                 |
| 2020 | Like a Boss                                 | Mel Paige           |                                 |
| 2019 | Jexi                                        | Jexi (stem)         |                                 |
| 2019 | I Am Mother                                 | Moeder (stem)       |                                 |
| 2018 | Juliet, Naked                               | Annie               |                                 |
| 2018 | Peter Rabbit                                | Bea                 |                                 |
| 2018 | Instant Family                              | Ellie Wagner        |                                 |
| 2018 | Insidious: The Last Key                     | Renai Lambert       |                                 |
| 2016 | X-Men: Apocalypse                           | Moira MacTaggert    |                                 |
| 2016 | Bad Neighbours 2                            | Kelly Radner        |                                 |
| 2015 | Spy                                         | Rayna Boyanov       |                                 |
| 2015 | The Meddler                                 | Lori                |                                 |
| 2014 | Annie                                       | Grace Farrell       |                                 |
| 2014 | Adult Beginners                             | Justine             |                                 |
| 2014 | This Is Where I Leave You                   | Penny Moore         |                                 |
| 2014 | Bad Neighbours                              | Kelly Radner        |                                 |
| 2013 | Insidious: Chapter 2                        | Renai Lambert       |                                 |
| 2013 | The Turning                                 | Rae                 |                                 |
| 2013 | I Give It a Year                            | Nat                 |                                 |
| 2013 | The Internship                              | Dana                |                                 |
| 2012 | The Place Beyond the Pines                  | Jennifer            |                                 |
| 2011 | Bridesmaids                                 | Helen               |                                 |
| 2011 | X-Men: First Class                          | Moira MacTaggert    |                                 |
| 2010 | Get Him to the Greek                        | Jackie Q            |                                 |
| 2010 | Insidious                                   | Renai Lambert       |                                 |
| 2010 | I Love You Too                              | Verity              |                                 |
| 2009 | Knowing                                     | Diana Wayland       |                                 |
| 2009 | Adam                                        | Beth Buchwald       |                                 |
| 2008 | The Tender Hook                             | Iris                |                                 |
| 2007 | Damages                                     | Ellen Parsons       | televisieserie; 13 afleveringen |
| 2007 | 28 Weeks Later                              | Maj Scarlet Ross    |                                 |
| 2007 | Just Buried                                 | Roberta Knickle     |                                 |
| 2007 | Sunshine                                    | Cassie              |                                 |
| 2006 | Marie-Antoinette                            | Martine de Polignac |                                 |
| 2006 | The Dead Girl                               | Leah                |                                 |
| 2005 | The Tenants                                 | Irene Bell          |                                 |
| 2004 | Wicker Park                                 | Alex                |                                 |
| 2004 | Troy                                        | Briseis             |                                 |
| 2003 | Take Away                                   | Sonya Stilano       |                                 |
| 2003 | The Rage in Placid Lake                     | Gemma Taylor        |                                 |
| 2003 | The Night We Called It a Day                | Audrey Appleby      |                                 |
| 2003 | I capture the Castle                        | Rose Mountain       |                                 |
| 2002 | City of Ghosts                              | Sabrina             |                                 |
| 2002 | Star Wars: Episode II: Attack of the Clones | Dormé               |                                 |
| 2000 | The Goddess of 1967                         | BG                  |                                 |
| 2000 | My Mother Frank                             | Jenny               |                                 |
| 1999 | Two Hands                                   | Alex                |                                 |
| 1994 | Dallas Doll                                 | Rastus Sommers      |                                 |